# Megalobrimus densegranulatus
Megalobrimus densegranulatus är en skalbaggsart som beskrevs av Stefan von Breuning 1969. Megalobrimus densegranulatus ingår i släktet Megalobrimus och familjen långhorningar. Inga underarter finns listade i Catalogue of Life.